# Lepidagathis thyrsiflora
Lepidagathis thyrsiflora är en akantusväxtart som beskrevs av Cornelis Eliza Bertus Bremekamp. Lepidagathis thyrsiflora ingår i släktet Lepidagathis och familjen akantusväxter. Inga underarter finns listade i Catalogue of Life.